# Aloe longibracteata
Aloe longibracteata är en grästrädsväxtart som beskrevs av Illtyd Buller Pole-Evans. Aloe longibracteata ingår i släktet Aloe och familjen grästrädsväxter. Inga underarter finns listade i Catalogue of Life.